# Departamento Chimbas
Das Departamento Chimbas liegt im Zentrum der Provinz San Juan im Westen Argentiniens ist eine von 19 Verwaltungseinheiten der Provinz. 
Es grenzt im Norden an das Departamento Albardón, im Osten an das Departamento San Martín, im Süden an die Departamentos Capital und Santa Lucía und im Westen an das Departamento Rivadavia. 
Die Hauptstadt des Departamento Chimbas ist das gleichnamige Chimbas.

## Bevölkerung
Nach Schätzungen des INDEC stieg die Einwohnerzahl von 73.829 Einwohnern (2001) auf 78.134 Einwohner im Jahre 2005.

## Städte und Gemeinden
Das Departamento Chimbas ist in folgende Gemeinden aufgeteilt:
- Chimbas